# Leptomicrurus renjifoi
Leptomicrurus renjifoi (кораловий аспід Ренхіфо) — вид отруйних змій родини аспідових (Elapidae). Ендемік Колумбії. Вид названий на честь колумбійського герпетолога Хуана Мануеля Ренхіфо.

## Поширення і екологія
Коралові аспіди Ренхіфо відомі з типової місцевості, розташованої на південному березі річки Томо, поблизу її впадіння в Ориноко, на території департаменту Вічада, поблизу кордону з Венесуелою. Вони живуть у напівлистяних галерейних лісах в льяносі, серед опалого листя і гранітних скель.